# Sam Vines
Sam Vines, né le 31 mai 1999 à Colorado Springs dans l'État du Colorado aux États-Unis, est un joueur international américain de soccer qui joue au poste d'arrière gauche aux Rapids du Colorado.

## Biographie

### En club
Né à Colorado Springs dans le Colorado aux États-Unis, Sam Vines est formé par les Rapids du Colorado. Le 23 février 2018, il signe son premier contrat avec le club, pour une durée de trois ans. Il est cependant prêté le 8 mars suivant à l'Independence de Charlotte.
Vines fait ensuite son retour aux Rapids, et il joue son premier match avec l'équipe première le 21 octobre 2018 à l'occasion d'une rencontre de Major League Soccer face aux Earthquakes de San José, lors de la dernière rencontre de la saison 2018. Les deux équipes font match nul ce jour-là (0-0).
Le 5 août 2021, Sam Vines rejoint le club belge du Royal Antwerp FC pour un contrat de trois ans. Il joue son premier match sous ses nouvelles couleurs le 29 août 2021 face à Oud-Heverlee Louvain, en championnat. Il est titularisé et les deux équipes se neutralisent (2-2).
Le 31 août 2022, Sam Vines inscrit son premier but sous ses nouvelles couleurs, lors d'une rencontre de championnat face à l'Union Saint-Gilloise. Il participe ainsi à la victoire de son équipe par quatre buts à deux.
Le 22 janvier 2024, Sam Vines fait son retour au Colorado Rapids. Il signe un contrat courant jusqu'en décembre 2027.

### En sélection
Sam Vines honore sa première sélection avec l'équipe nationale des États-Unis lors d'un match face au Costa Rica, le 1er février 2020. Il est titulaire et son équipe s'impose 1-0 sur un penalty concédé par Randall Leal et converti par Ulysses Llanez.
Le 1er mars 2021, il est retenu dans la pré-liste de trente-et-un joueurs pour le tournoi pré-olympique masculin de la CONCACAF 2020 avec les moins de 23 ans. Il est retenu dans la liste finale de vingt joueurs le 11 mars.
Le 1er février 2021, il délivre sa première passe décisive en équipe nationale en centrant pour Jesús Ferreira lors d'un match amical face à Trinité-et-Tobago, remporté sur le score fleuve de 7 buts à 0. 
Le 1er juillet 2021, il est retenu dans la liste des vingt-trois joueurs américains sélectionnés par Gregg Berhalter pour disputer la Gold Cup 2021. Le 11 juillet, il inscrit le premier but de sa carrière professionnelle lors du premier match de poule des Américains face à Haïti (victoire 1-0). Il est remplaçant lors de la finale contre le Mexique le 1er août et entre en jeu durant la seconde période. Les États-Unis s'imposent finalement sur un but de Miles Robinson en prolongations, remportant donc son premier titre international,.

## Palmarès

### En club
Royal Antwerp FC
- Vainqueur de la Coupe de Belgique en 2023
- Champion de Belgique en 2023

### En sélection
États-Unis
- Vainqueur de la Gold Cup en 2021